# Majdan Królewski
Majdan Królewski (polaco: Gmina Majdan Królewski) é uma gminy (comuna) na Polónia, na voivodia de Subcarpácia e no condado de Kolbuszowski. A sede do condado é a cidade de 1761.
De acordo com os censos de 2005, a comuna tem 9975 habitantes, com uma densidade 64,0 hab/km².

## Área
Estende-se por uma área de 155,8 km², incluindo:
- área agricola: 41%
- área florestal: 39%

## Demografia
Dados de 30 de Junho 2004:
|                      | Total   | Total | Mulheres | Mulheres | Homens  | Homens |
| -------------------- | ------- | ----- | -------- | -------- | ------- | ------ |
|                      | pessoas | %     | pessoas  | %        | pessoas | %      |
| População            | 9670    | 100   | 4786     | 49,5     | 4884    | 50,5   |
| Densidade (pop./km²) | 62,1    | 100   | 30,7     | 30,7     | 31,3    | 31,3   |

De acordo com dados de 2002, o rendimento médio per capita ascendia a 1341,64 zł.

## Comunas vizinhas
- Baranów Sandomierski, Bojanów, Cmolas, Dzikowiec, Nowa Dęba